# Larry Bunker
Lawrence Benjamin "Larry" Bunker (4. november 1928 i Long Beach, Californien – 8. marts 2005 i Los Angeles, Californien, USA) var en amerikansk trommeslager, percussionist, vibrafonist og Paukist. 
Bunker var en af den amerikanske West coast jazz mest efterspurgte og brugte session musikere i 1950´erne og 1960´erne. Han spillede mest trommer , men begyndte også at arbejde som vibrafonist og percussionist.
Bunker var endog også Paukist med Los Angeles Philharmonics.
Han var ligeledes Art Peppers første trommeslager i dennes grupper i begyndelsen af 1950´erne.
Bunker har spillet alt slags musik fra jazz til filmmusik. med f.eks.: Billie Holiday, Bill Evans, Gerry Mulligan, Henry Mancini, Peggy Lee, John Williams, Quincy Jones og Jerry Goldsmith.